# Світі
Світі (англ. Citrus Sweetie; також відомий як оробланко, англ. oroblanco) — сорт цитрусових, гібрид помело з білим грейпфрутом. Виведений на цитрусовій експериментальній станції Каліфорнійського університету та запатентований у 1981 році.
Завдання, яке ставили вчені, полягало в тому, щоб зробити грейпфрут солодшим. Хоча це їм цілком вдалося, світі досі не став популярним цитрусовим — можливо, тому, що в ньому, як і в помело, занадто багато «відходів».[джерело?]
Плоди світі залишаються зеленими навіть після повного дозрівання.

## Вирощування

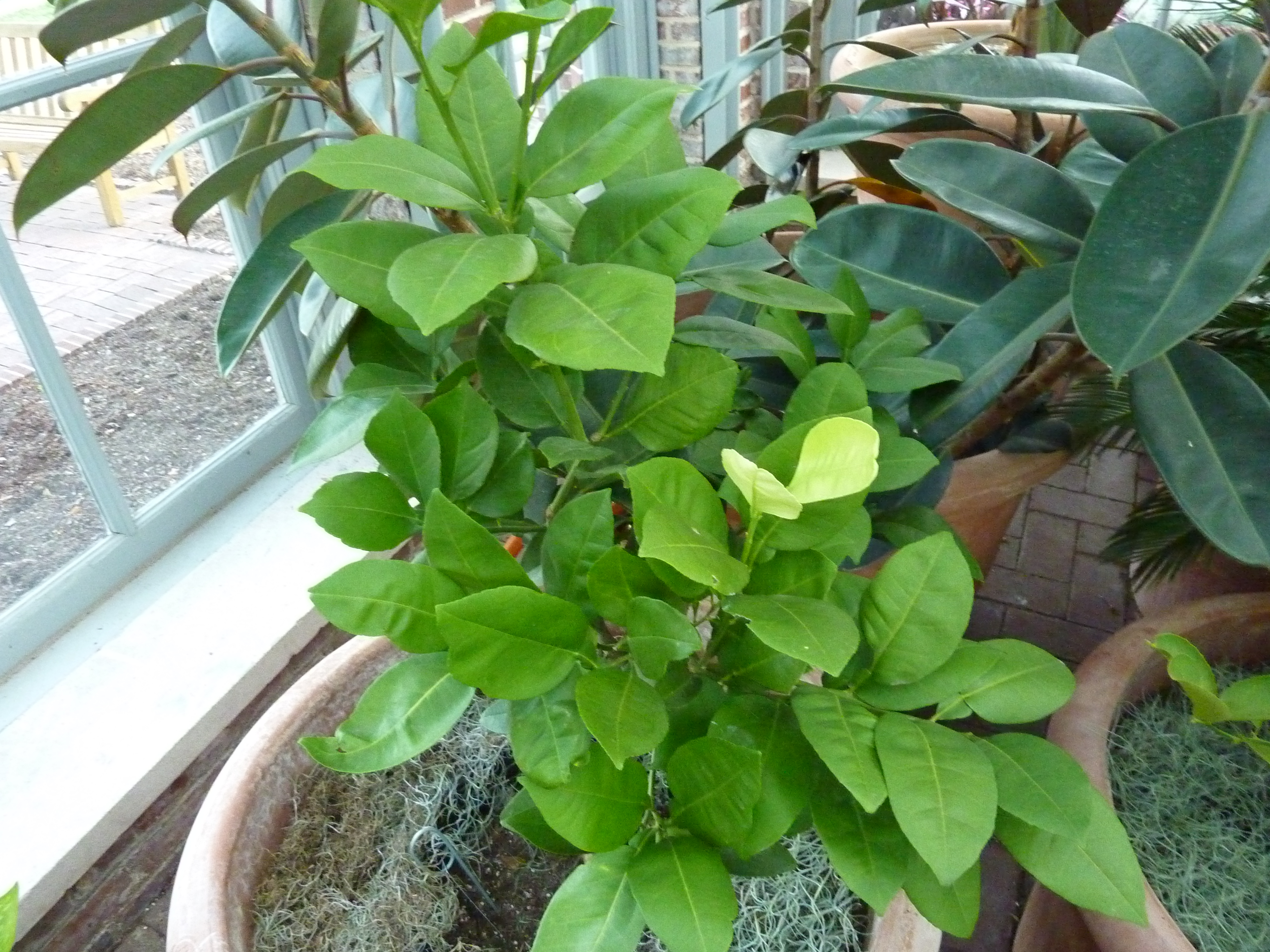
Світі

Дерева оробланко швидко ростуть й енергійно пристосовуються до навколишнього середовища. Вирощуються на території в 1500 га в Каліфорнії, і понад 10 га в Австралії. Широко культивуються в Ізраїлі (з 1984), де й виникла торгова марка «Світі». Саме Ізраїль є головним експортером світі на європейські ринки.

## Використання
Вибирати світі треба так: його шкірка повинна бути гладкою і блискучою, а сам він — досить важким для свого розміру. Їдять його так само, як грейпфрут, розрізавши навпіл, або додають у салати, очистивши від шкірки і плівок. Вміст калорій і вітаміну С такий, як і в грейпфрута.
Вчені прийшли до висновку, що світі знижує рівень холестерину в крові краще за своїх прабатьків, але він солодший, ніж грейпфрут, і не такий великий, як помело.